# کیمبولانتوتا
کیمبولانتوتا (به لاتین: Kimbulantota) یک منطقهٔ مسکونی در سری‌لانکا است که در استان مرکزی (سری‌لانکا) واقع شده‌است.